# Valentin Ngbogo
Valentin Ngbogo (ur. 14 lutego 1969) – lekkoatleta z Republiki Środkowoafrykańskiej, sprinter, olimpijczyk.
W 1992 roku reprezentował swój kraj na igrzyskach w Barcelonie – startował w biegach na 100 i 200 metrów w obu przypadkach odpadając w eliminacjach.

## Rekordy życiowe
| Dystans                   | Wynik (s) | Miejsce           | Data             | Uwagi                                 |
| ------------------------- | --------- | ----------------- | ---------------- | ------------------------------------- |
| bieg na 100 metrów        | 10,54     | La Chaux-de-Fonds | 21 sierpnia 1994 |                                       |
| bieg na 60 metrów (hala)  | 6,91      | Barcelona         | 10 marca 1995    |                                       |
| bieg na 200 metrów (hala) | 21,02     | Liévin            | 12 stycznia 1995 | rekord Republiki Środkowoafrykańskiej |